# Tifón Halong (2002)
El tifón Halong, conocido en Filipinas como tifón Inday (designación internacional: 0207, designación JTWC: 10W), pasó al sur de Guam una semana después de que el tifón Chataan azotara la isla y dejara graves daños. La séptima tormenta nombrada de la temporada de tifones del Pacífico de 2002, Halong se desarrolló cerca del mismo lugar que Chataan el 5 de julio de 2002 cerca de las Islas Marshall. Durante gran parte de su duración, la tormenta se movió hacia el noroeste, intensificándose gradualmente. Temprano el 10 de julio, Halong pasó al sur de Guam como una tormenta tropical, produciendo olas altas y vientos racheados en la isla. La tormenta interrumpió los esfuerzos de socorro de Chataan, causando cortes de energía adicionales pero pocos daños. 
Después de afectar a Guam, Halong se fortaleció rápidamente y alcanzó sus vientos máximos el 12 de julio. El Centro Conjunto de Advertencia de Tifones (JTWC) estimó vientos máximos de 1 minuto de 250 km/h (155 mph), mientras que la Agencia Meteorológica de Japón (JTWC) estimó vientos de 10 minutos de 155 km/h (100 mph). Posteriormente, el tifón se debilitó mucho mientras giraba hacia el noreste, aunque todavía pasó cerca de Okinawa con fuertes vientos que dejaron cortes de energía generalizados. Halong azotó el sureste de Japón, provocando fuertes lluvias y fuertes vientos que dejaron $89,8 millones (¥10,3 mil millones 2002 JPY) en daños. Hubo una muerte en el país y nueve heridos. Halong se volvió extratropical el 16 de julio y se disipó al día siguiente. El tifón influyó en la vaguada del monzón en Filipinas, contribuyendo a inundaciones y muertes en el país.

## Historia meteorológica
A principios de julio, se desarrolló una circulación con un área de convección a lo largo de la vaguada del monzón cerca del atolón Enewetak. El sistema permaneció casi estacionario, avanzando lentamente hacia el suroeste. Organizándose gradualmente, el sistema se convirtió en una depresión tropical el 6 de julio sobre las Islas Marshall. Sin haber emitido una alerta de formación de ciclones tropicales, el Centro Conjunto de Advertencia de Tifones (JTWC) inició avisos sobre la depresión tropical Diez-W a las 0000 UTC del 7 de julio. A última hora de ese día, la Agencia Meteorológica de Japón (JMA) transformó la depresión en tormenta tropical Halong cerca de la isla de Chuuk en los Estados Federados de Micronesia. En ese momento, la tormenta se movía hacia el oeste-noroeste, dirigida por una cresta hacia el norte. Halong se intensificó lentamente, aunque continuó desarrollando una convección profunda que se envolvió en el centro. A principios del 9 de julio, la Agencia Meteorológica de Japón (JMA) convirtió la tormenta en una tormenta tropical severa. A las 12:00 UTC de ese día, el Centro Conjunto de Advertencia de Tifones (JTWC) actualizó Halong a estado de tifón a unos 405 km (250 millas) al este-sureste de Guam.
Mientras avanzaba hacia Guam, Halong se organizó mejor, desarrolló un ojo y bandas de lluvia bien definidas. Después de un breve giro más hacia el oeste, la tormenta pasó a unos 140 km (85 millas) al sur del extremo sur de Guam a las 02:00 UTC del 10 de julio; En ese momento, el Centro Conjunto de Advertencia de Tifones (JTWC) estimó vientos sostenidos de 1 minuto de 165 km/h (105 mph), aunque el Agencia Meteorológica de Japón (JMA) había mantenido a Halong como una tormenta tropical hasta que se convirtió en un tifón a las 18:00 UTC de ese día. Una vaguada que se acercaba aumentó la cizalladura sobre Halong, y una cresta débil hacia el norte restringió el flujo de salida; esto evitó brevemente una intensificación significativa después de que disminuyó la convección. A última hora del 11 de julio, las tormentas aumentaron y se reanudó el fortalecimiento. A última hora del 12 de julio, la Agencia Meteorológica de Japón (JMA) evaluó que Halong alcanzó vientos máximos sostenidos de 10 minutos de 155 km/h (100 mph). Alrededor de ese tiempo, el tifón ingresó al área de la Administración de Servicios Atmosféricos, Geofísicos y Astronómicos de Filipinas (PAGASA), que le dio el nombre local tifón Inday. A principios del 13 de julio, el Centro Conjunto de Advertencia de Tifones (JTWC) convirtió Halong en un súper tifón después de que la tormenta desarrollara un ojo bien definido de 63 km (39 millas) de diámetro. Poco después, la agencia estimó vientos máximos sostenidos de 1 minuto de 250 km/h (155 mph).
En su máxima intensidad, el tifón Halong tenía vientos huracanados que se extendían 415 km (260 millas) al noreste del centro. Continuaba hacia el noroeste hacia Okinawa y amenazaba con atacar la isla con una intensidad casi máxima. Sin embargo, el tifón comenzó a debilitarse rápidamente debido al aumento de la cizalladura del viento y el ojo se deterioró rápidamente. Alrededor de las 12:00 UTC del 14 de julio, Halong tocó tierra en Okinawa con vientos de 10 minutos de 130 km/h (80 mph). Alrededor de ese tiempo, el tifón atravesó una debilidad en la cresta, giró hacia el norte y luego aceleró hacia el noreste. La combinación de aire fresco y seco y la persistente cizalladura del viento eliminó la convección del centro a principios del 15 de julio, debilitando a Halong al estado de tormenta tropical. Más tarde ese día, el Centro Conjunto de Advertencia de Tifones (JTWC) suspendió las advertencias mientras la tormenta se acercaba a Japón, y la agencia clasificó a Halong como extratropical. La Agencia Meteorológica de Japón (JMA) continuó rastreando la tormenta, y Halong golpeó las penínsulas de Izu y Bōsō a lo largo de Honshu. A última hora del 16 de julio, la Agencia Meteorológica de Japón (JMA)  clasificó a Halong como extratropical y, poco después, la tormenta se disipó sobre las islas Kuriles. Los restos extratropicales de Halong se mudaron fuera de la cuenca a fines del 19 de julio, justo antes de disiparse.

## Preparaciones e impacto

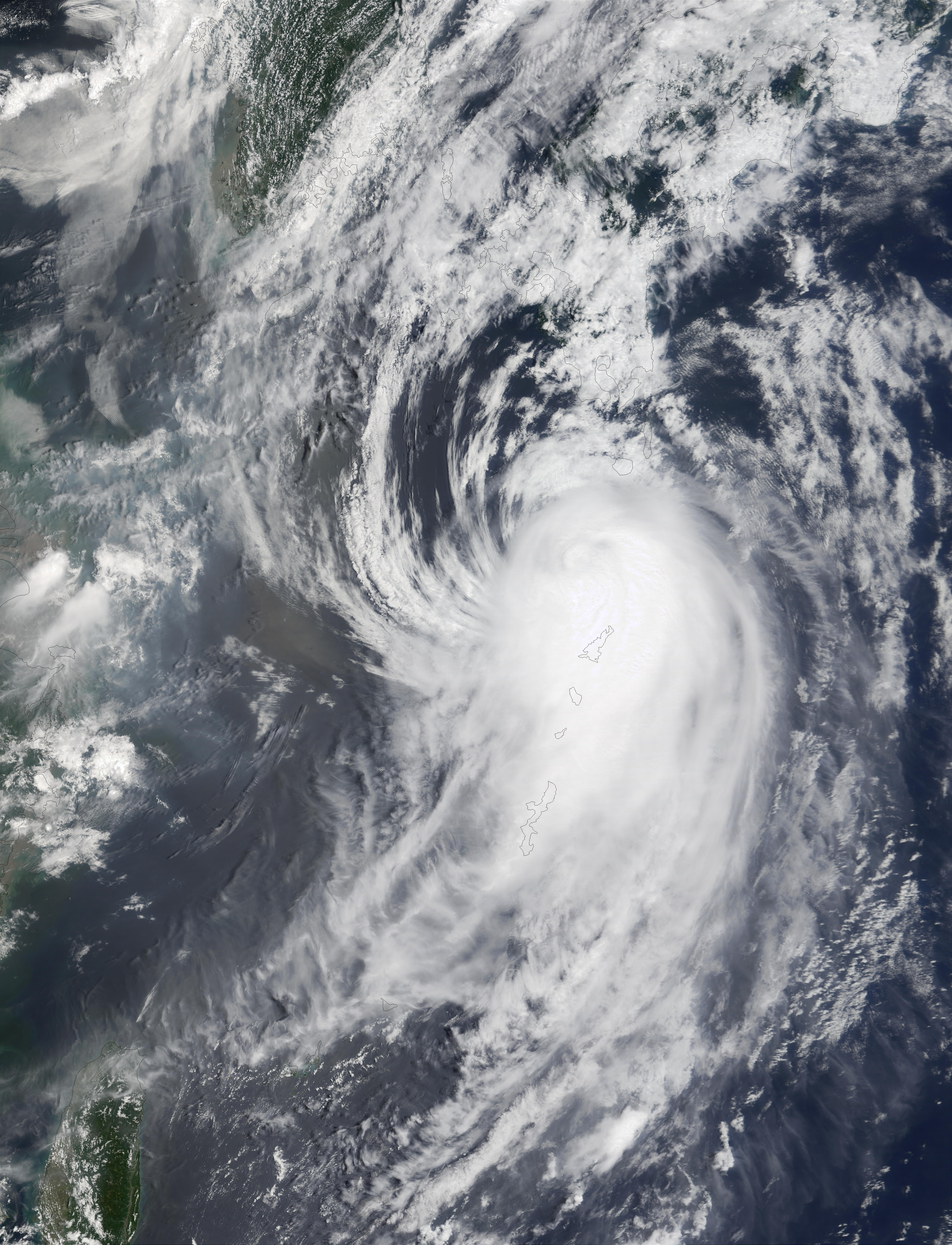
El tifón Halong se aproxima a Japón el 15 de julio de 2002

### Guam
Solo una semana después de que el tifón Chataan azotara Guam y dejara 60 millones de dólares en daños, el tifón Halong también amenazó a la isla, aunque se desvió hacia el sur el día anterior a su impacto. Debido a la tormenta, todos los vuelos fueron cancelados en Guam y las Islas Marianas del Norte, y las autoridades aconsejaron a los residentes en áreas bajas que evacuaran. Al pasar hacia el sur, Halong produjo olas de hasta 6 m (20 pies) en Inarajan. Las olas dejaron la erosión de la playa a lo largo de la costa sur de Guam y fueron más altas que durante el paso de Chataan. El tifón produjo vientos máximos sostenidos de 69 km/h (43 mph), con ráfagas de 90 km/h (56 mph); ambas observaciones fueron registradas en el Servicio Meteorológico Nacional de Guam. Los daños en la isla se estimaron en 40.000 dólares. La tormenta interrumpió el trabajo para reparar los daños de Chataan. Algunas partes de la isla, incluido el Guam Memorial Hospital, recuperaron el suministro eléctrico después de Chataan, pero se quedaron sin electricidad durante Halong. El daño adicional causado por Halong contribuyó a que el gobernador Carl T.C. Gutiérrez declaró la isla en estado de emergencia el 22 de julio, lo que activó la Guardia Nacional de Guam.

### Filipinas
Mientras pasaba por el noreste de Filipinas, Halong intensificó el monzón y, combinado con los efectos de los tifones anteriores Rammasun y Chataan, así como de la tormenta tropical severa Nakri, hubo 85 muertos y 45 heridos en Filipinas. Se estima que aproximadamente diez de las muertes fueron causadas por Halong. El daño combinado en el país ascendió a $10,3 millones (₱ 522 millones de PHP 2002).

### Japón
En Japón, Halong dejó caer fuertes lluvias que alcanzaron un máximo de 362 mm (14,3 pulgadas) en la prefectura de Nagano. La precipitación más alta en Okinawa fue de 258 mm (10,2 pulgadas). Cerca de Tokio, una estación registró vientos de 112 km/h (69 mph), aunque los vientos alcanzaron los 183 km/h (114 mph) en la base aérea de Kadena en Okinawa. En las islas Ryukyu de Japón, incluida Okinawa, Halong dejó más de 48.800 casas sin electricidad debido a los fuertes vientos. Los funcionarios cancelaron el servicio de autobús en Naze, Kagoshima durante la tormenta. En todo el país, el tifón destruyó seis casas y dañó otras 223 en diversos grados. Halong también inundó 301 casas, lo que obligó a unas 4.000 personas a evacuar sus hogares, muchas de ellas a lo largo de los ríos. Los funcionarios cancelaron 54 vuelos de aerolíneas, 10 de ellos internacionales, y debido a la tormenta, se cerraron 171 escuelas. En Sendai, Halong dañó carreteras en 550 lugares y ferrocarriles en siete lugares. Se rompieron nueve diques y hubo al menos 270 deslizamientos de tierra. Los daños ascendieron a $89,8 millones (¥10,3 mil millones JPY de 2002) en todo el país, principalmente de la agricultura. Durante su paso, el tifón hirió a nueve personas, una de ellas de gravedad, y hubo una muerte.